# Hilongos
Hilongos est une municipalité de la province de Leyte, située dans la région des Visayas orientales aux Philippines.